# Табула Раса (группа)
«Та́була Ра́са» (от лат. tabula rasa — «чистая доска») — советская и украинская музыкальная группа, основанная в 1989 году.

## История
Основателем и бессменным фронтменом группы является Олег Лапоногов. Олег родился в Бродах Львовской области 9 октября 1963 года. Окончил школу в Сумах и поступил в Киевский театральный институт им. Карпенко-Карого.
В 1989 году музыканты группы «Абрис» Александр Иванов (гитара), Эдуард Коссе (барабаны), Сергей Гримальский (клавишные) и Игорь Давидянц (бас) вывесили в театральном институте объявление о поиске вокалиста. На него откликнулся Олег Лапоногов, студент последнего курса, внешностью и вокальными данными напоминавший вокалиста «The Police» Стинга. После прихода Лапоногова группа меняет стиль, начинает играть синтетический инди-рок с элементами нью-джаза и гитарной волны, и вскоре меняет название. 5 октября 1989 года считается датой рождения группы под названием «Табула Раса», происходящим от латинского выражения «tabula rasa» (рус. чистая доска).
В 1990 году «Табула Раса» дебютирует на фестивале «Ёлки-палки», затем выступает в Польше на фестивале «Дикие поля», а позже признаётся открытием фестиваля «Пчела-90», проходившего в Днепродзержинске.
Вскоре группа записывает дебютный альбом «8 рун». Пик популярности группы приходится на 1997 год, когда на фестивале «Таврийские игры» «Табула Раса» признаётся лучшей поп-группой Украины.
В 1998 году Олег Лапоногов принимает решение прекратить заниматься музыкой, группа перестаёт выступать. Олег идёт в свободное плавание, много путешествуя. Музыканты возвращаются на сцену лишь через пять лет. В 2005 году выходит очередной альбом группы «Цветочные календари», а «Табула Раса» становится лауреатом премии «Песня года — 2005».
В марте 2017 года выпущен девятый студийный альбом группы, получивший название «Июль».

## Дискография
- «Июль» (2017)
- «Рисунки на этаже» (2014)
- «Музыка народов птиц» (2007)
- «Цветочные календари» (2005)
- «Бетельгейзе» (1998)
- «Сказка про май» (1997)
- «Radiodonor» (1994)
- «Подорож до Паленке» (1993)
- «8 рун» (1990)[5]